# Malcolm Campbell (Rennfahrer, 1885)

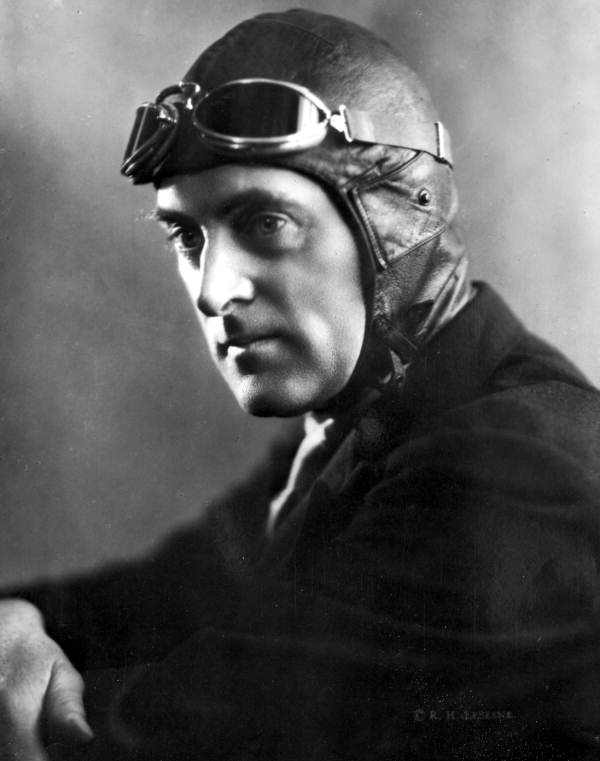
Malcolm Campbell

Sir Malcolm Campbell MBE (* 11. März 1885 in Chislehurst, Kent; † 31. Dezember 1948 in Reigate, Surrey) war ein englischer Automobilrennfahrer und Motorsportjournalist. Außerdem war er mehrfacher Geschwindigkeitsrekordhalter zu Lande und auf dem Wasser. Er war der Vater von Donald Campbell.

## Frühes Leben
Campbell war ein „Sproß alter schottischer Rittergeschlechter“ und durch seine Arbeit mit Lloyd’s als Versicherungsmakler zu Vermögen gekommen. Er zeigte bereits als Jugendlicher seinen Mut und die Begeisterung für hohe Geschwindigkeit, als er mit zirka 45 km/h auf dem Fahrrad einen Berg hinunterfuhr. Die folgende spürbare Geldstrafe rührte aber zum Teil daher, dass er dabei die Hände in den Taschen behalten hatte. Deutsch lernte er im Anschluss an seine Schulzeit, und trotz antibritischer Ressentiments in diesen Tagen des Burenkriegs hielt er an einem Prinzip fest: Flagge zeigen. Der Union Jack hing am Mast seines Segelbootes und wurde später auch regelmäßig nach erfolgreicher Rekordfahrt von seiner Mannschaft gehisst. Er meinte, dass die Weltöffentlichkeit nicht nur ihn im Blick hatte, sondern auch die Qualität seiner Fahrzeuge und damit britischer Produkte allgemein, was ihm die Chance bot, zum Ansehen seines Landes beizutragen. Die Beherrschung schnellen Geräts entwickelte er im Ersten Weltkrieg als Pilot bei der Royal Air Force weiter, anschließend verbrachte er fast jeden Samstag in Brooklands, um mit Fahrzeugen von Peugeot oder Darracq gegen Renngrößen wie Lord Howe oder Kenelm Lee Guinness anzutreten. Die Geschwindigkeiten, mit denen er bald unterwegs war, ließen ein Ziel Gestalt annehmen: die Erlangung des Landgeschwindigkeitsrekordes.

## Titel eines Theaterstückes als Autoname
Bei Povey Cross kam in der Werkstatt hinter Campbells elisabethanischem Landhaus zu den vier bis fünf Rennwagen, die mehreren Mechanikern Arbeit brachten, ein Exemplar, das speziell für den Angriff auf den Weltrekord vorbereitet wurde. Nummer eins war ein 350-PS-Sunbeam-V12, den ihm Louis Coatalen, Chefkonstrukteur dieses Werkes, nach Aufbietung aller Überredungskünste leihweise zur Verfügung stellte. Zwar erreichte Campbell damit am 17. Juni 1922 bei Saltburn in eine Richtung 216 km/h und lag auch im Mittel aus zwei Läufen über dem bestehenden Rekord, jedoch nur handgestoppt, was die Anerkennung durch die in Paris befindliche internationale Motorsportbehörde AIACR (Association des Automobile Clubs Reconnus, Vorläufer der FIA) ausschloss. Wenigstens vermochte er anschließend den Sunbeam käuflich zu erwerben und in seine Lieblingsfarbe Blau umspritzen zu lassen. Waren seine ersten von ihm Flapper genannten Wagen so erfolglos wie das als Namenspatron dienende Rennpferd geblieben, brachte ein nach Maurice Maeterlincks Theaterstück The Blue Bird benannter Darracq Erfolg, und ein leichter Aberglaube ließ Campbell diese Bezeichnung für seine weiteren Autos und Boote beibehalten. Mit der Zeit wurde diese Bezeichnung fast so etwas wie ein Markenname.
„Blue Bird“ oder „Bluebird“
Malcolm Campbell nannte seine Fahrzeuge also „Blue Bird“ (zwei Wörter), nach dem als Hüttensänger bekannten Sperlingsvogel und dem Theaterstück. Sein Sohn Donald hingegen wählte die Schreibweise „Bluebird“ (zusammengeschrieben), auch um die zahlreichen Fahrzeuge der beiden einfacher zuordnen zu können. So begann das Rekordboot K4 „sein Leben“ also als Malcolms Blue Bird, aber als Donald 1949 nach dem Tod seines Vaters das Boot weiter benutzte, benannte er es in Bluebird um.

## Rekorde
In der Zeit zwischen 1924 und 1935 brach Campbell mit seinen verschiedenen „Blue Bird“ neunmal den Geschwindigkeitsrekord für Landfahrzeuge, zuletzt erreichte er mit dem Campbell-Railton Blue Bird am 3. September 1935 eine Geschwindigkeit von 301,129 mph (484,62 km/h).
Er gewann 1927 und 1928 den Grand Prix de Boulogne auf Bugatti Type 39 A bzw. Delage Type 15 S 8.
Nachdem Campbell in Daytona im Februar 1931 mit dem Campbell-Napier-Railton Blue Bird den Rekord mit 396 km/h für den fliegenden Kilometer erreichte, und damit in der Minute erstmals mehr als vier Meilen mit einem Landfahrzeug zurückgelegt wurden, gab es für diesen fünften Rekord einen triumphalen Empfang in London und die Erhebung in den Adelsstand (Knight Bachelor) durch König Georg V. Den für den Rekord benutzten Rennwagen mit einem 2500 PS starken Motor, von der Presse als Überwagen gefeiert, stellte Campbell am 12. Januar 1933 in Berlin vor.
Nach der Rückkehr aus Daytona betrachtete es Campbell angesichts der militärischen Bedrohung durch Deutschland als seine Bürgerpflicht, in die Politik einzusteigen. Eine Aufrüstung war seines Erachtens dringend nötig und er trat 1935 als Kandidat der Konservativen an im Wahlbezirk Deptford, verlor aber gegen den Kandidaten der Labour-Partei.
Am 17. September 1938 stellte er mit seinem selbst konstruierten Rennboot Blue Bird K3 mit einer Geschwindigkeit von 210,67 km/h einen Weltrekord auf dem Hallwilersee auf. Am 19. August 1939 erreichte er 141,740 mph (228,108 km/h) mit der Blue Bird K4, was zum vierten und letzten Mal in seinem Leben einen neuen Geschwindigkeitsrekord zu Wasser bedeutete.
Er starb 1948 63-jährig in Reigate, Surrey, nach einer Reihe von Schlaganfällen und war so einer der wenigen Hochgeschwindigkeitsfahrer seiner Zeit, der eines natürlichen Todes starb und nicht bei einem Unfall zu Tode kam.
Die Rekorde von Malcolm Campbell in chronologischer Reihe
| Jahr | Datum         | Ort                   | Land | Typ       | Name                              | Geschwindigkeit über 1 km | Geschwindigkeit über 1 km | Geschwindigkeit über 1 mi | Geschwindigkeit über 1 mi |
| ---- | ------------- | --------------------- | ---- | --------- | --------------------------------- | ------------------------- | ------------------------- | ------------------------- | ------------------------- |
| 1924 | 25. September | Pendine Sands         | GBR  | Automobil | Sunbeam 350HP Blue Bird           | 146,15 mph                | 235,21 km/h               | 146,16 mph                | 235,22 km/h               |
| 1925 | 21. Juli      | Pendine Sands         | GBR  | Automobil | Sunbeam 350HP Blue Bird           | 150,86 mph                | 242,79 km/h               | 150,76 mph                | 242,62 km/h               |
| 1927 | 4. Februar    | Pendine Sands         | GBR  | Automobil | Campbell-Napier Blue Bird         | 174,88 mph                | 281,44 km/h               | 174,22 mph                | 280,38 km/h               |
| 1928 | 19. Februar   | Daytona Beach         | USA  | Automobil | Campbell-Napier Blue Bird         | k. A.*                    | k. A.                     | 206,95 mph                | 333,05 km/h               |
| 1931 | 5. Februar    | Daytona Beach         | USA  | Automobil | Campbell Napier-Railton Blue Bird | 246,08 mph                | 396,03 km/h               | 245,73 mph                | 395,46 km/h               |
| 1932 | 24. Februar   | Daytona Beach         | USA  | Automobil | Campbell Napier-Railton Blue Bird | 251,34 mph                | 404,49 km/h               | 253,96 mph                | 408,71 km/h               |
| 1933 | 22. Februar   | Daytona Beach         | USA  | Automobil | Campbell-Railton Blue Bird        | 272,46 mph                | 438,48 km/h               | 272,10 mph                | 437,90 km/h               |
| 1935 | 7. März       | Daytona Beach         | USA  | Automobil | Campbell-Railton Blue Bird        | 276,16 mph                | 444,44 km/h               | 276,71 mph                | 445,32 km/h               |
| 1935 | 3. September  | Bonneville Salt Flats | USA  | Automobil | Campbell-Railton Blue Bird        | k. A.                     | k. A.                     | 301,13 mph                | 484,62 km/h               |
| 1937 | 1. September  | Lago Maggiore         | ITA  | Boot      | Blue Bird K3                      | 126,32 mph                | 203,29 km/h               | k. A.                     | k. A.                     |
| 1937 | 2. September  | Lago Maggiore         | ITA  | Boot      | Blue Bird K3                      | 129,50 mph                | 208,41 km/h               | k. A.                     | k. A.                     |
| 1938 | 17. September | Hallwilersee          | SUI  | Boot      | Blue Bird K3                      | 130,91 mph                | 210,66 km/h               | k. A.                     | k. A.                     |
| 1939 | 19. August    | Coniston Water        | GBR  | Boot      | Blue Bird K4                      | 141,74 mph                | 228,11 km/h               | k. A.                     | k. A.                     |

* Diese Daten wurden bei manchen Rekordversuchen nicht erhoben.

## Bilder

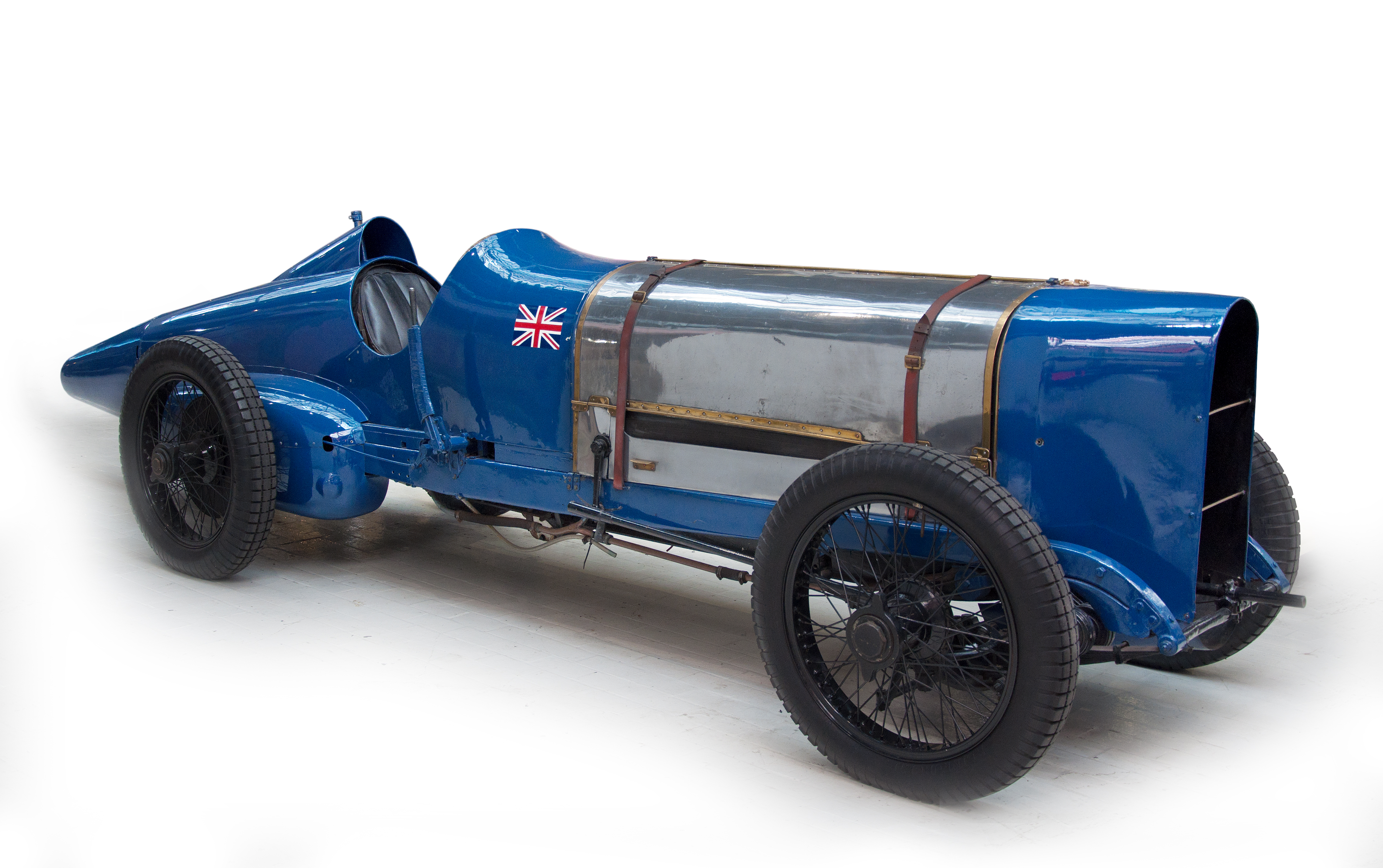
Der Sunbeam Blue Bird mit dem Campbell seinen ersten Rekord erzielte
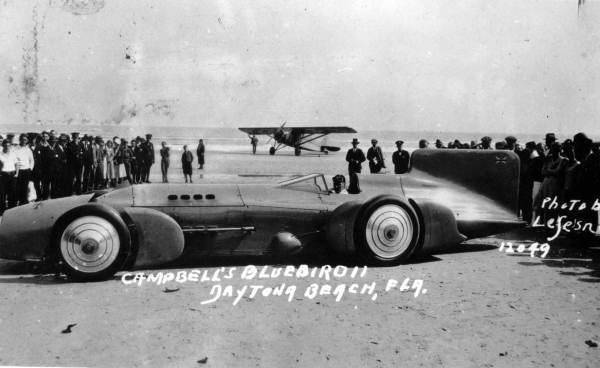
Der Campbell-Napier-Railton Bluebird nach der Rekordfahrt 1931 in Daytona Beach
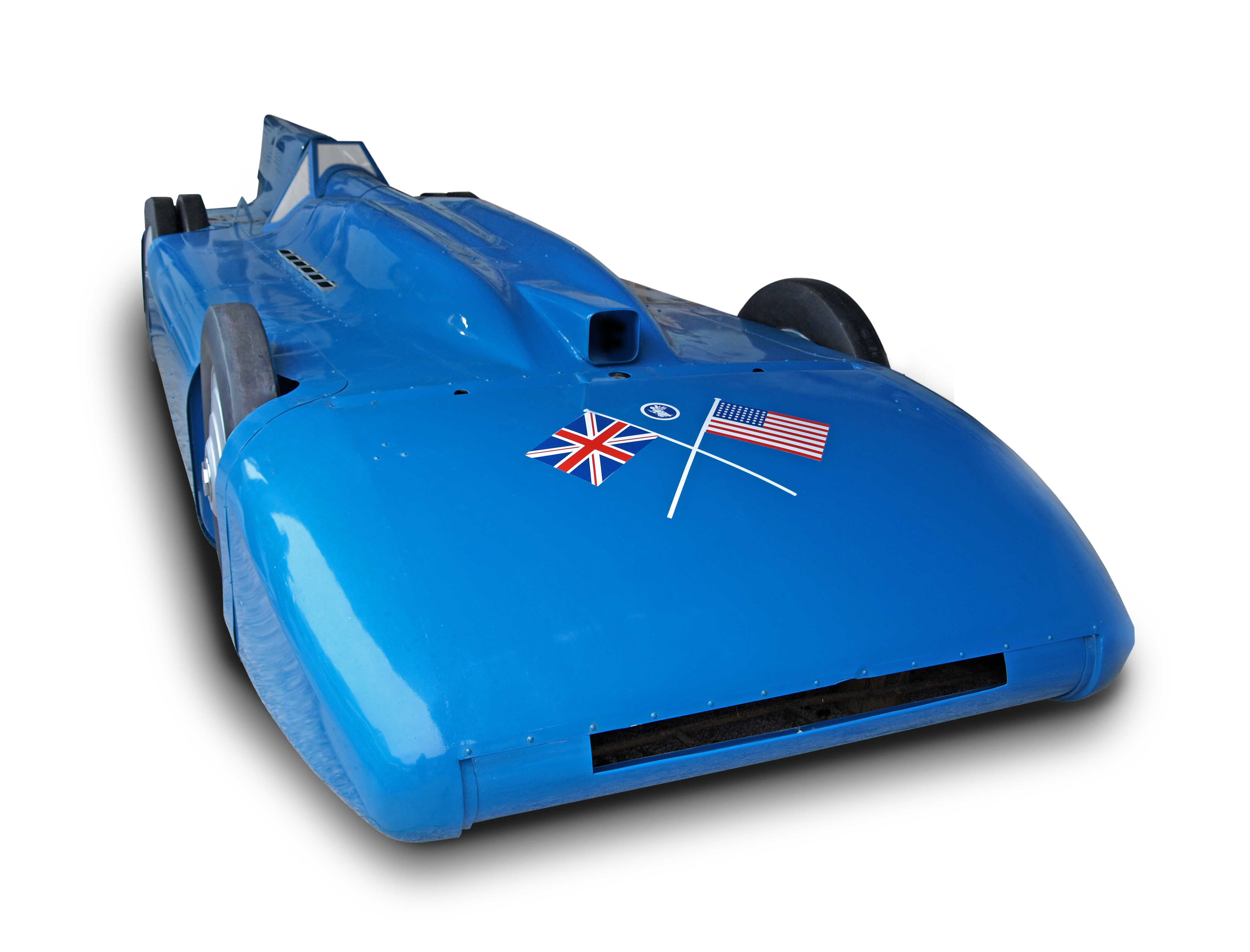
Nachbau des Campbell Railton Blue Bird, mit dem er seinen letzten Land Speed Record erzielte
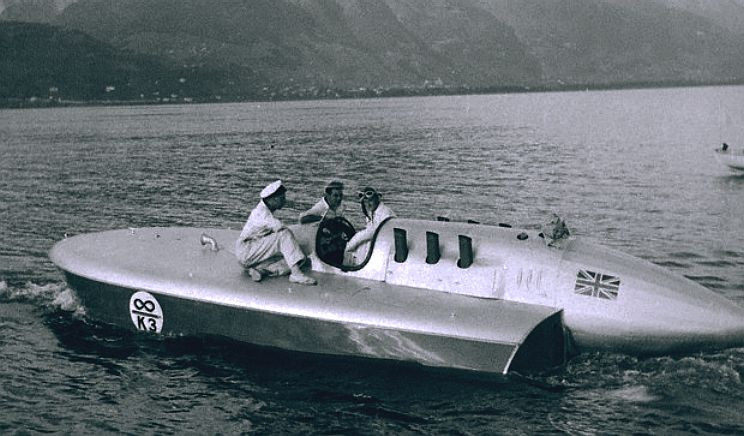
Blue Bird K3 1937 auf dem Lago Maggiore
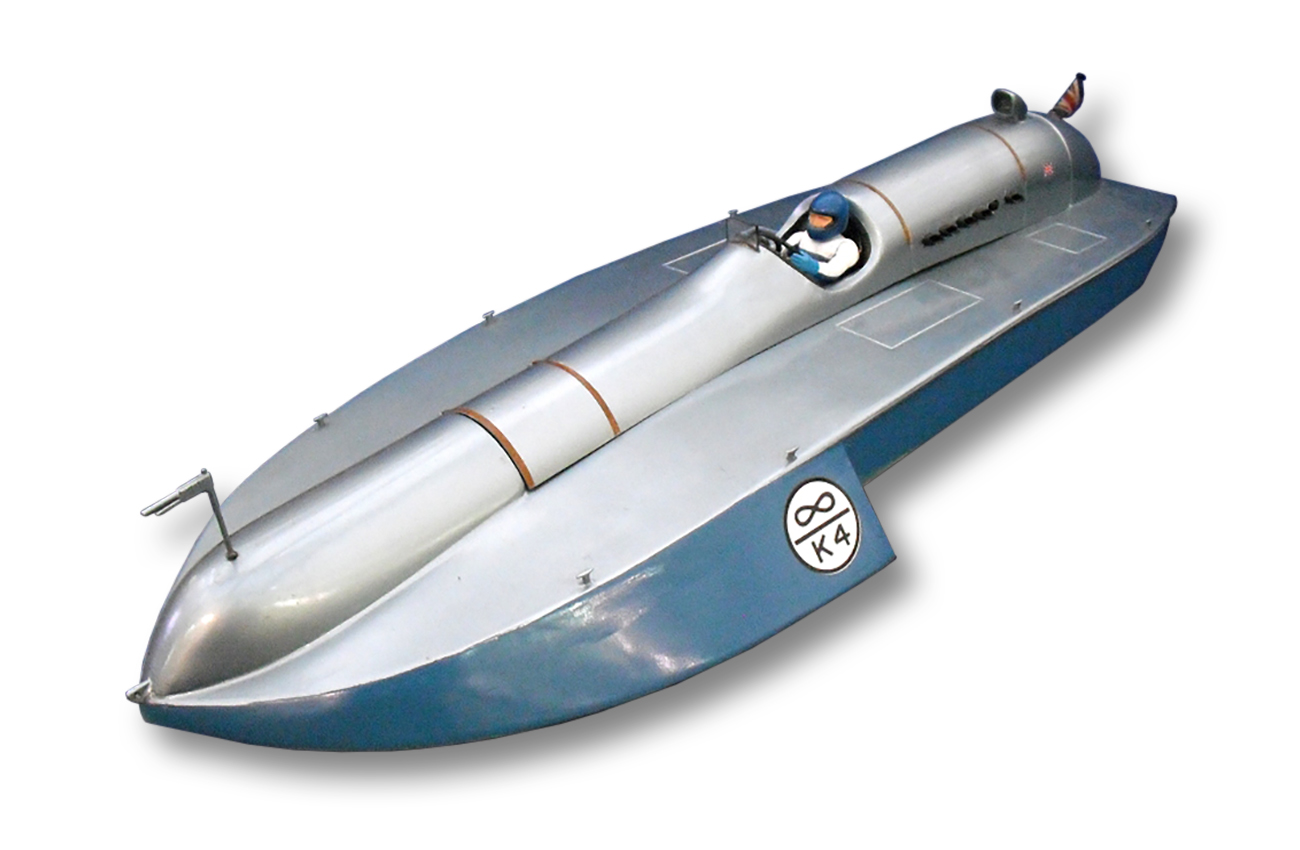
Standmodell von Blue Bird K4, seinem letzten Rekordboot
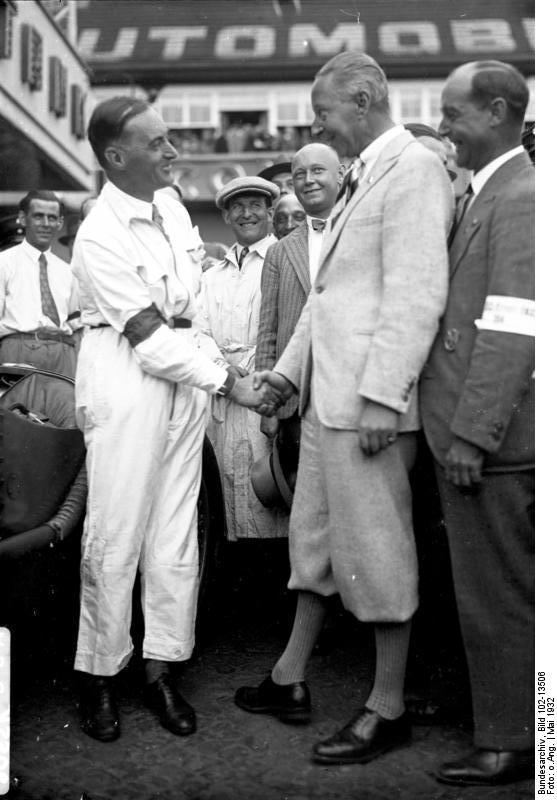
Originale Bildbeschreibung: Das grosse internationale Automobilrennen auf der Avus 1932! Der deutsche Ex-Kronprinz begrüsst freundschaftlich den Engländer Campbell, den schnellsten Mann der Welt.
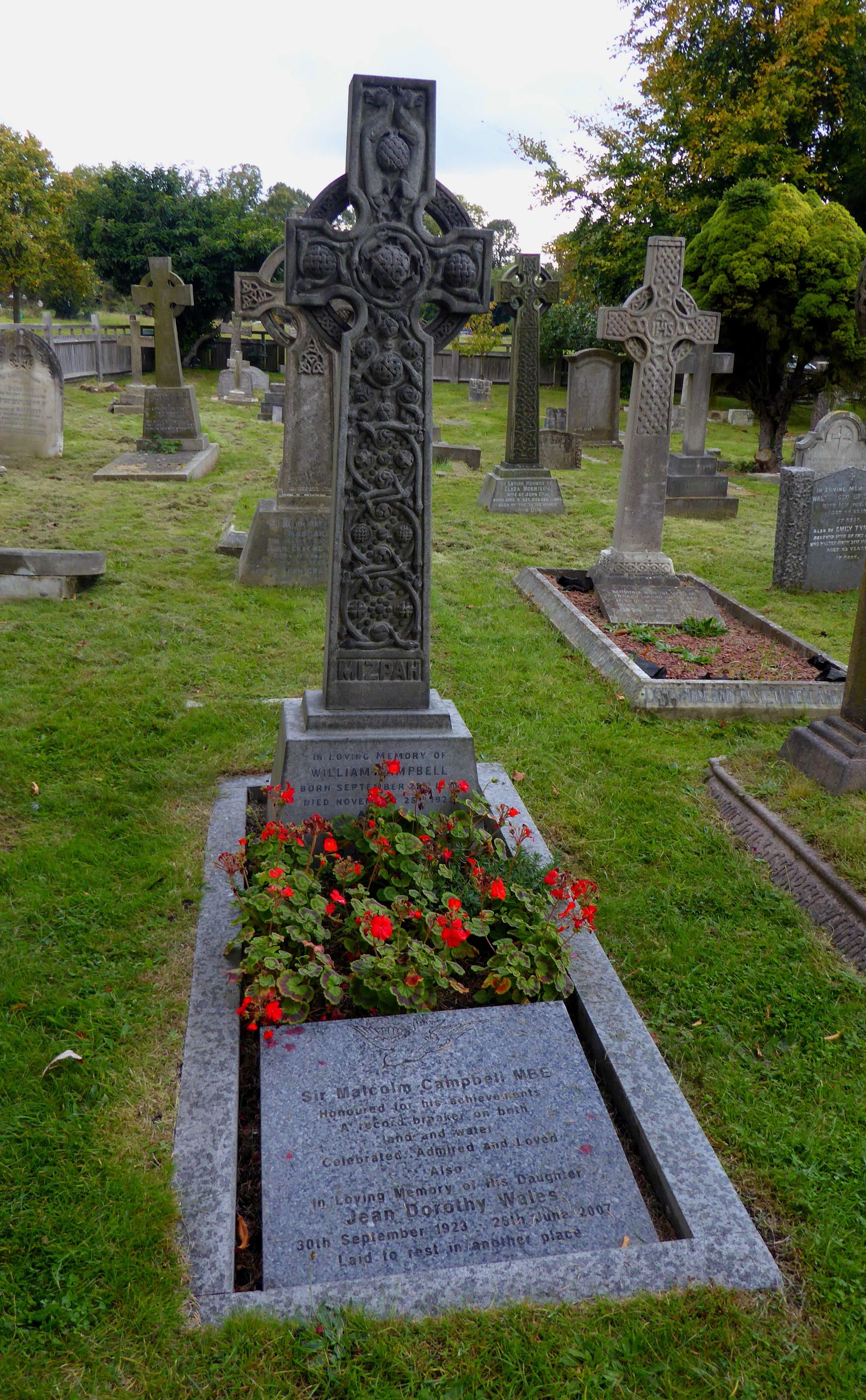
Das Grab von Malcolm Campbell auf dem Friedhof der St Nicholas’ Church in Chislehurst, southeast London